# Al Dana Amphitheatre
Das Al Dana Amphitheatre ist ein Amphitheater in Bahrain.

## Konzerte
Am 11. März 2022 fand mit der US-amerikanischen Rockband Kings of Leon das erste Konzert der Veranstaltungsstätte statt. Im Rahmen des Großen Preises von Bahrain 2022 trat die britische Rock-Legende Eric Clapton in dem Amphitheater auf.